# Coro Coro
Coro Coro oder Corocoro ist eine Ortschaft im Departamento La Paz im südamerikanischen Anden-Staat Bolivien.

## Lage im Nahraum
Coro Coro ist der zentrale Ort des Municipios Coro Coro und Verwaltungssitz der Provinz Pacajes. Die Ortschaft liegt auf einer Höhe von 3980 m auf dem bolivianischen Altiplano, etwa siebzig Kilometer Luftlinie südöstlich des Titicacasees.

## Geographie
Coro Coro liegt im bolivianischen Hochland zwischen den Anden-Gebirgsketten der Cordillera Occidental im Westen und der Cordillera Central im Osten. Die Region weist ein ausgeprägtes Tageszeitenklima auf, bei dem die mittleren Temperaturen im Tagesverlauf stärker schwanken als im Jahresverlauf.
Die Jahresdurchschnittstemperatur der Region liegt bei 7 °C (siehe Klimadiagramm Coro Coro), die Monatsdurchschnittstemperaturen schwanken nur unwesentlich zwischen knapp 4 °C im Juli und gut 8 °C im Dezember. Der Jahresniederschlag beträgt 500 mm, die Monatsniederschläge liegen zwischen unter 10 mm von Mai bis August und 100 bis 125 mm im Januar und Februar.

## Geschichte
Nach einer Quelle von 1612 wurde seit der Inkazeit im heutigen Coro Coro gesiedelt. Die Ortschaft wurde 1856 Hauptort der damaligen Provinz Pacajes und 1867 Hauptort des neugegründeten Departamentos Mejillones, das bis 1871 existierte. 1895 wurde der Ort zur Stadt erhoben.

## Verkehr
Coro Coro liegt in einer Entfernung von 130 Straßenkilometern südwestlich von La Paz, der Hauptstadt des gleichnamigen Departamentos.
Von La Paz aus führt die befestigte Nationalstraße Ruta 2 bis El Alto, von dort die Ruta 19 in südwestlicher Richtung über Viacha bis Caquiaviri und weiter nach Charaña an der chilenischen Grenze. Von Caquiaviri führt eine teilweise asphaltierte Straße über dreißig Kilometer in südöstlicher Richtung bis Coro Coro.
Westlich von Coro Coro verläuft die Bahnstrecke Arica–La Paz. Die Kupferbergwerke im Gemeindegebiet wurde daran über eine 7,5 km lange Stichstrecke ab General Pando (Streckenkilometer 338) angeschlossen.

## Wirtschaft
Von 1909 bis 1985 betrieb ein britischer Konzern eine Kupfermine. Coro Coro war einer der bedeutendsten Kupferproduzenten des Landes. Die Mine wurde jedoch 1985 geschlossen. Im Jahr 2009 wurde der Kupferbergbau unter der COMIBOL wieder in kleinerem Maßstab aufgenommen.

## Bevölkerung
Die Einwohnerzahl der Ortschaft ist in den vergangenen beiden Jahrzehnten leicht zurückgegangen:
| Jahr | Einwohner | Quelle       |
| ---- | --------- | ------------ |
| 1992 | 1997      | Volkszählung |
| 2001 | 1884      | Volkszählung |
| 2012 | 1853      | Volkszählung |
| 2024 |           | Volkszählung |

## Persönlichkeiten
- Ismael Montes (1861–1933), Präsident Boliviens